# Formazione dei Jefferson Starship
I Jefferson Starship sono un gruppo di San Francisco fondato da Grace Slick e Paul Kantner, in seguito allo scioglimento dei Jefferson Airplane.

## Cronistoria
Il nome "Jefferson Starship" era il titolo di lavorazione dell'album solista di Paul Kantner del 1970, poi rinominato Blows Against the Empire.
L'ex cantante degli Airplane Marty Balin si unì alla band nel gennaio 1975, e scrisse insieme al gruppo il brano "Caroline".
Alla band nel 1979 si unirono il batterista Aynsley Dunbar e il cantante Mickey Thomas.
Aynsley Dunbar lasciò la band nel 1982, e Donny Baldwin prese il suo posto.
Nel 1984, poco dopo che la band pubblicò Nuclear Furniture, la band si sciolse, e Nel 1994, dopo la reunion, incisero un nuovo album, con una nuova cantante, Diana Mangano. Dopo alcuni anni di inattività, la band incise un nuovo album nel 2008, con Cathy Richardson alla voce; l'album vede anche il ritorno di Freuberg. Il 28 gennaio 2016, Kantner, l'unico membro costante dei Jefferson Starship, è morto a causa di un infarto.
Dal 2016, la formazione è composta da Freiberg (voce e chitarra ritmica), Donny Baldwin (batteria e cori), Chris Smith (tastiere), tom Lilly (basso), Cathy Richardson (voce e chitarra) e Jude Gold (chitarra solista e cori).

## Formazione

### Attuale
- Cathy Richardson - voce (2008-presente)
- David Freiberg - chitarra (1974-1984; 2005-presente)
- Jude Gold - chitarra (2012-presente)
- Chris Smith - tastiere (1998-presente)
- Tom Lilly - basso (2000-2003; 2020-presente)
- Donny Baldwin - batteria (1982-1984; 2008-presente)

### Ex componenti
- Grace Slick - voce (1974-1978;1981-1984)
- Paul Kantner - chitarra, voce (1974-1984; 1992-2016; morto nel 2016)
- Jack Casady - basso (1992-2000)
- Craig Chaquico - chitarra (1974-1984)
- Pete Sears - basso elettrico (1974-1984)
- John Barbata - batteria (1974-1978)
- Papa John Creach - violino (1974-1975,1992-4; morto nel 1994)
- Marty Balin — voce (1975-1978;1993—2008; morto nel 2018)
- Aynsley Dunbar - batteria (1978-82)
- Mickey Thomas - chitarra (1979-1984)
- Mark "Slick" Aguilar - chitarra (1992-2012)
- Prairie Prince - batteria (1992-2008)
- T Lavitz - tastiera (1995-1998; morto nel 2010)
- Bobby Vega - basso (1998-2000)
- Chico Huff - basso (1998-2000)
- Diana Mangano - voce (1992-2008)
- Anne Harris - violino (2008-2016)